# Holop Miklós
Holop Miklós (Budapest, 1925. február 2. – Budapest, 2017. november 12.) olimpiai ezüstérmes vízilabdázó, vegyészmérnök.

## Életpályája
1944-ben érettségizett a Berzsenyi Dániel Gimnáziumban. A műegyetemen szerzett vegyészmérnöki diplomát. A Haditechnikai Intézet munkatársa volt. 1980-ban vonult nyugdíjba.

## Sportpályafutása
Középiskolás éveiben eleinte atletizált, majd egy osztálytársa hívta a Margit-szigetre pólózni. 1941-től a MAFC II. osztályú, majd I. osztályú vízilabda csapatát erősítette. Az 1948. évi nyári olimpiai játékok vízilabda tornáján Németh János szövetségi kapitány irányításával ezüstérmet szerzett  válogatott játékosa volt. Mind a hét mérkőzésen játéklehetőséget kapott. Politikai okok miatt dr. Somóczy Lóránt edzővel átlépett a III. kerületi Torna és Vívó Egyletbe. Mikor 1950 májusának végén az óbudaiak (akkor már III. kerületi Textil) szakosztályát központi utasításra megszüntették, a  Honvédhoz került, ahol 1956-ig szerepelt. 1951-ben a berlini főiskolai világbajnokság aranyérmese. A Honvéddal megnyerték az 1953-as, az 1954-es, valamint az 1958-as magyar férfi vízilabdakupát. 1947 és 1952 között 12 alkalommal szerepelt a válogatottban. 1947-ben tagja volt a monte-carlói Európa-bajnokságon negyedik, a párizsi főiskolai világbajnokságon első helyezett csapatnak. 1958-ban visszavonult az aktív sportolástól.

## Díjai, elismerései
- Magyar Köztársasági Érdemérem ezüst fokozat (1947)[3]
- a Köztársasági Elnök Elismerésének Bronz Koszorúja (1948)[4]